# Борзовая Заимка
Борзовая Заимка — посёлок в Алтайском крае России. Входит в городской округ город Барнаул. Административно подчинён Южной поселковой администрации Центрального района города Барнаул.
Основан 26 августа 1891 года.

## Физико-географическая характеристика

### Географическое положение
Расположен в Алтайском крае в 13 км южнее центра города Барнаула в долине реки Барнаулки, протекающей через ленточный бор.
Территория вытянута на 5 км с северо-запада на юго-восток, при этом ширина поймы, в которой находится поселение, равна 1,5 км. Мост через реку Барнаулку условно разделяет его на две условные части, носящие местные топонимы: на севере расположена Старая Борзовка, а южнее — Новая Борзовка.

### Климат
В целом, климатические условия Борзовой Заимки схожи с барнаульскими: высокая контрастность погодных условий с морозной, умеренно-суровой и малоснежной зимой, и тёплым летом, однако, из-за своего положения, посёлок выделяется чуть более низкими температурами, по сравнению с центром Барнаула. Среднемесячная температура в июле равна 18,9 °C, а в январе −17,5 °C.
Среднее многолетнее количество осадков за тёплый период (апрель — октябрь) равно 300 мм, в то время как в холодный период (ноябрь — март) это значение подходит к отметке 120 мм.

### Почвы

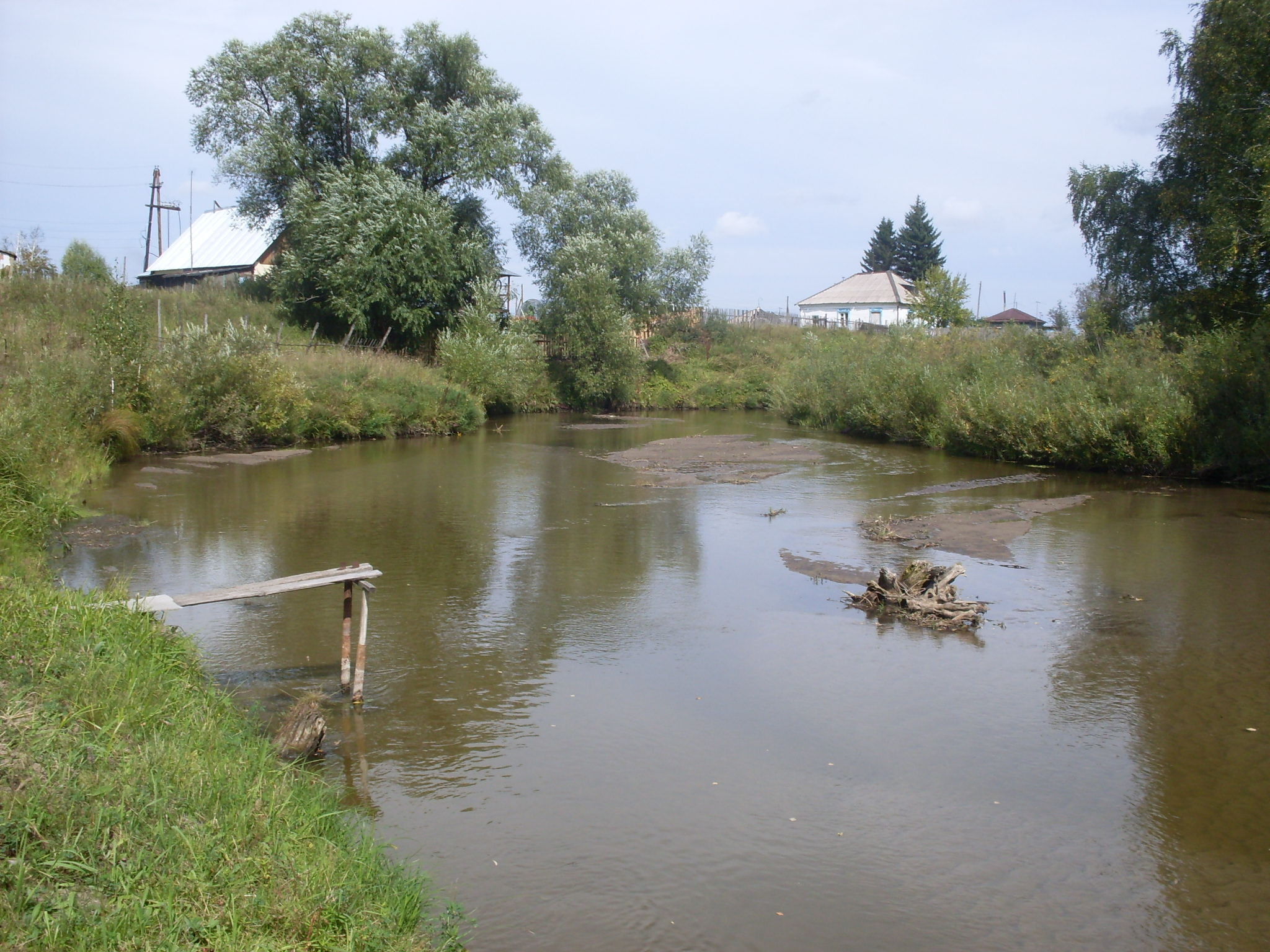
Река Барнаулка, протекающая через Борзовую Заимку

Почвенный покров на территории посёлка представлен преимущественно сочетанием лугово-чернозёмных среднесуглинистых и лугово средне- и тяжелосуглинистых почв, приуроченных к пойме Барнаулки. Ближе к ленточному бору встречается обнажение рыхлых пород, сопровождающееся оползнями и осыпями.

### Растительный мир
Борзовая Заимка отличается особым характером растительности, благодаря своему срединному расположению среди соснового бора. Здесь произрастают сосна обыкновенная, осина, берёза, тополь чёрный, калина, шиповник, черёмуха, карагана древовидная, ежевика, черника, золотарник обыкновенный, папоротник орляк, душица обыкновенная. На освобождённых от леса участках преобладают разнотравно-злаковые в сочетании с пойменно-осоковыми луга.
В бору, близ южной оконечности посёлка можно встретить гнездоцветку клобучковую, а в северной части — ковыль перистый. Оба растения входят в список редких и исчезающих.

## История

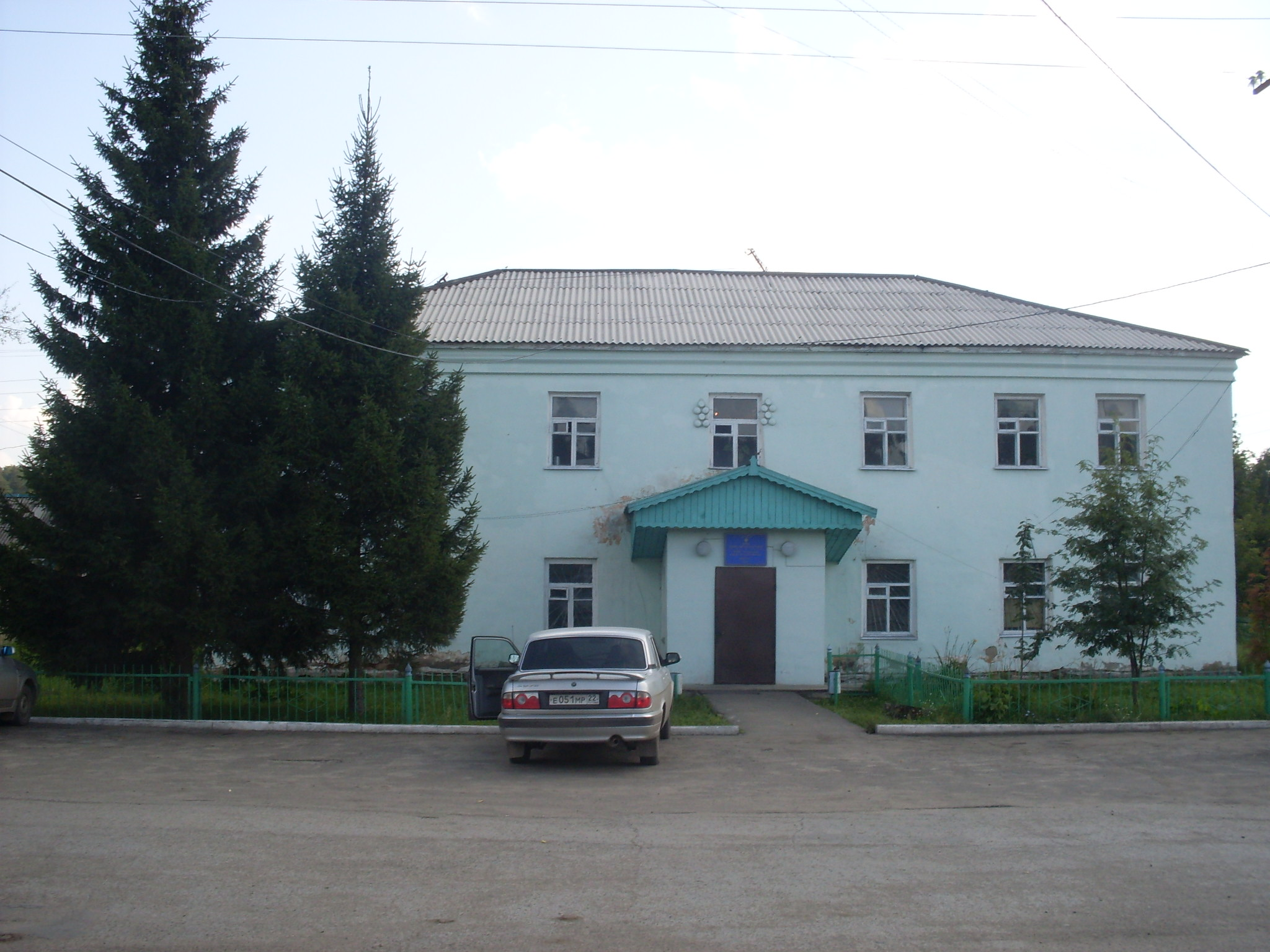
Здание нерудной геолого-разведочной экспедиции

Основателями поселения считаются крестьянские семьи Борзовых и Михеевых, которые переселились сюда из Орловской губернии в 1890-х годах. Борзов проживал на Прудской улице в Барнауле (ныне — улица Анатолия), и занимаясь купеческой деятельностью, с помощью своих работников-батраков выращивал на заимке скот, держал пасеку.
Посёлок рос достаточно быстро и к 1910-м годам здесь насчитывалось около 80 домов, заселённых выходцами из Барнаула, Орловской и Тамбовской губерний. Основным занятием жителей заимки являлось ремесленно-кустарное производство: пимокатня, гончарный цех, на основе которого поселенцы позднее сформировали артель «Сила» и т. п. Некоторые жители занимались охотой на лосей в окрестном сосновом бору.
Первое время в селе не было школы, магазина и почты. Ближайшие лавки и учреждения находились в соседнем селе Власиха. Там действовал политический кружок, который посещали некоторые жители Борзовой Заимки. Когда милиционеры колчаковской власти в 1919 году должны были провозить венгерских революционеров, члены кружка взорвали мост через Барнаулку.
В 1937 году резко сократилась численность населения заимки, так как по приказу начальника расположенного неподалёку исправительного учреждения в посёлке Куета стали строить парники и выращивать овощи для заключённых. Количество дворов вновь возросло лишь в послевоенные годы, когда сюда начали перебираться жители Барнаула. При этом средств для строительства хорошего дома зачастую у переселенцев не было, они сооружали землянки, которых в разное время насчитывалось от 10 до 35 штук.
Развитие посёлка началось в конце 1950-х годов в связи с прибытием нерудной геолого-разведочной экспедиции (НГРП), которая занималась добычей щебня, гравия, песка и глины. В 1955 году НГРП построила свою опорную базу, которая послужила толчком для развития посёлка. Появился свет, водопровод, стали работать медпункт, восьмилетняя школа, магазины, налажено автобусное сообщение с городом. На рубеже 1950—1960-х годов появились СМУ и предприятие оборонной промышленности «Ротор», открылись новые рабочие места. В 1966 году в посёлке установлен первый телефон, а в 1975 году школа стала десятилетней.
В последние десятилетия посёлок является местом активного переселения барнаульцев, желающих иметь индивидуальное жильё в пригороде.
С 2009 года началась активная газификация посёлка, построена магистральная ветка газопровода, подключаются к сети частные домовладения. В 2011 году через реку Барнаулку построен новый подвесной пешеходный мост, соединяющий старую часть Борзовой Заимки с новой. Предыдущая переправа была разрушена во время весеннего паводка.

## Административное устройство

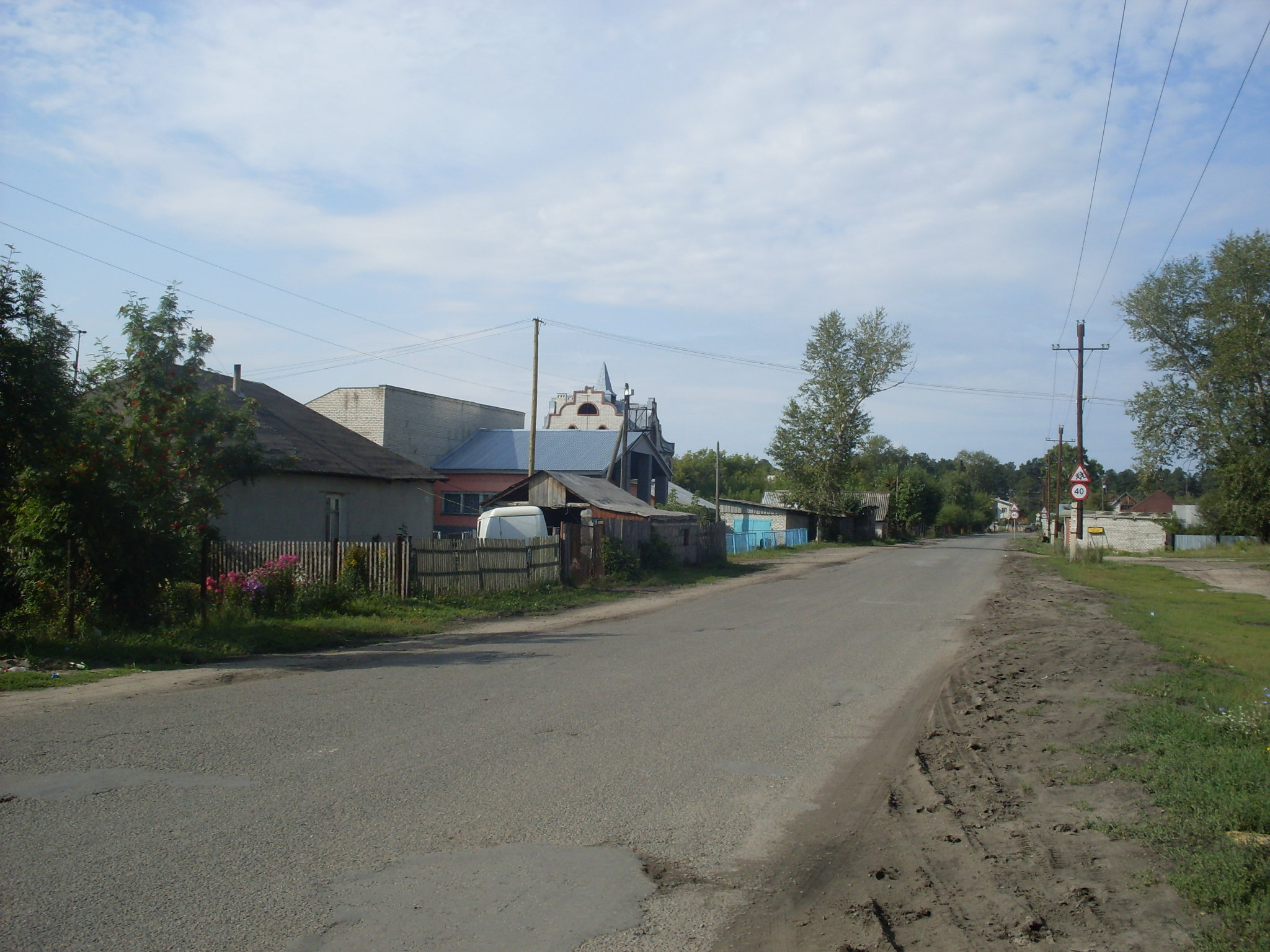
Одна из центральных улиц посёлка — Радужная

Заимка относилась в 1947 году к Повалихинскому району, затем её передали Чесноковскому району (ныне Первомайский район), позже перевели в Павловский район. В 1967 году посёлок из Власихинского совета отдали городу Барнаулу, а в 1968 году учредили поселковый совет.

## Население
| 2001  | 2002  | 2003  | 2004  | 2005  | 2006  | 2007  |
| ----- | ----- | ----- | ----- | ----- | ----- | ----- |
| 1796  | ↗1882 | ↗1998 | →1998 | ↗2079 | ↘1978 | ↗2125 |
| 2008  | 2009  | 2010  | 2011  | 2012  | 2013  |       |
| →2125 | ↗2273 | ↘2170 | ↗2181 | ↗2232 | ↘2229 |       |

## Экономика

### Промышленность
Расположено несколько промышленных предприятий: кирпичный завод, производящий газобетонные блоки; а также приборостроительный завод «Ротор», занимающийся изготовлением оборудования для подводных лодок и товаров народного потребления. Кроме того, здесь находится офис Алтайской геолого-разведочной партии, специализирующейся на геохимических, геолого-разведочных и геофизических работах в области изучения недр.

### Энергетика
Частично отапливается через угольную котельную геолого-разведочной партии и котельную завода «Ротор».
С 2009 года начались работы по газификации посёлка. В соответствии с трёхсторонним соглашением между администрациями Алтайского края, Барнаула и «Газпромом» построен крупный распределительный газопровод высокого давления, способный обеспечить топливом 665 частных жилых домов, а также объекты социально-культурного и бытового назначения.

### Транспорт
Борзовая Заимка соединена шоссе с пос. Новосиликатным и Лесным трактом с пос. Южным.
Пассажирский транспорт представлен маршрутом автобуса № 2 пос. Новосиликатный — Борзовая Заимка — пос. Южный — пос. Ильича. Интервал движения составляет 10—120 минут.
Ближайшие железнодорожные станции Ползуново и Власиха.

## Социальная сфера

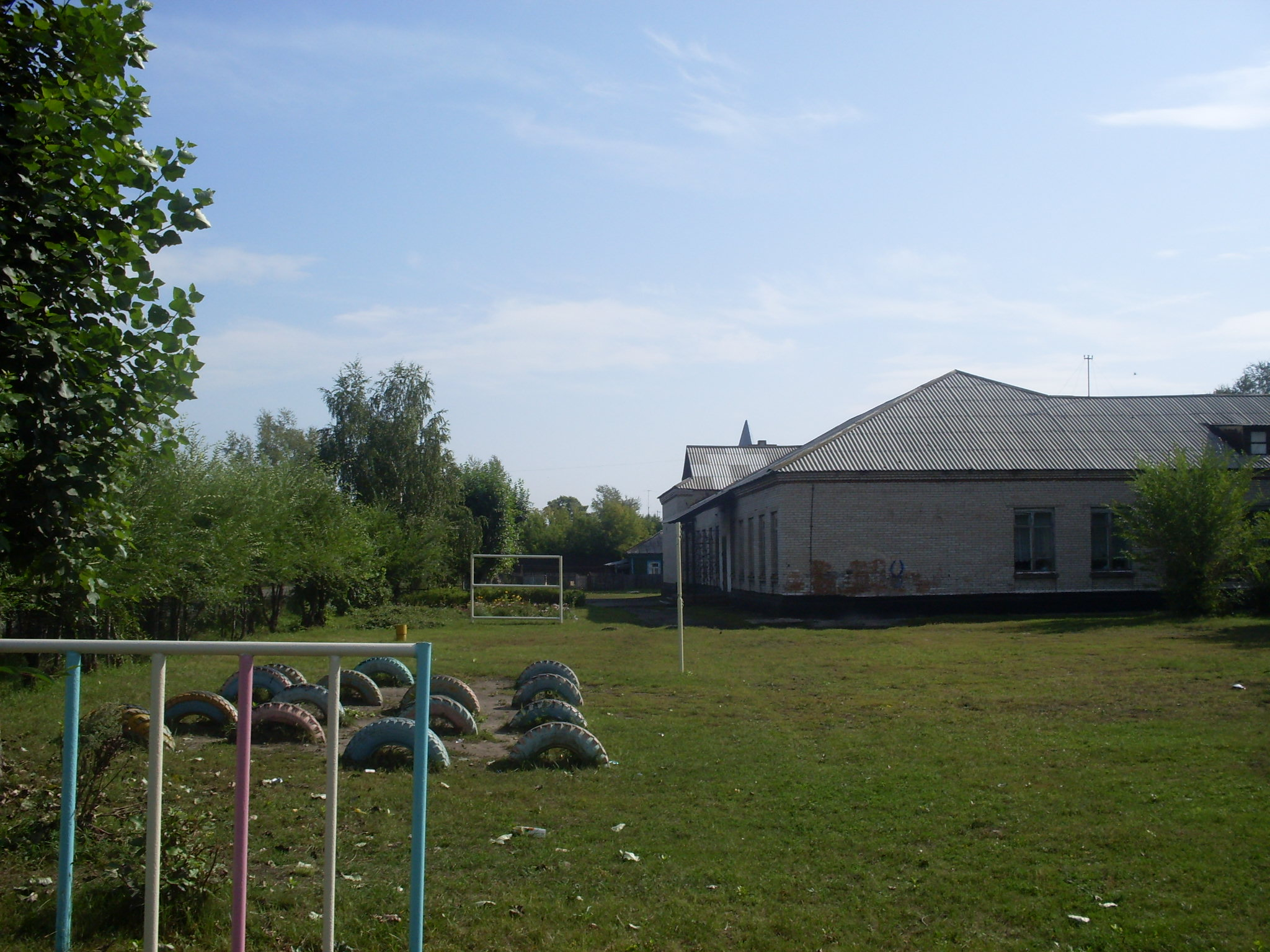
Спортивная площадка средней школы

В посёлке имеется средняя общеобразовательная школа № 96 и детский сад, почта, магазины, аптека и фельдшерский пункт, дом культуры.
В сосновом бору, окружающем населённый пункт располагаются пять несколько детских оздоровительных лагерей: «Соснячок», «Спутник-2» и детский лагерь имени Ю. А. Гагарина.